# Folke Eriksson
Anders Folke Eriksson (Västerås, 27 aprile 1925 – Advance, 12 marzo 2008) è stato un pallanuotista svedese che ha partecipato alle Olimpiadi estive del 1948.